# Chthonosaurus
Chthonosaurus — вимерлий рід евтероцефалових терапсид пізньої пермі Росії. Типовий вид Chthonosaurus velocidens був названий у 1955 році.